# Vitathatatlan
A Vitathatatlan (eredeti cím: Undisputed) 2002-ben bemutatott amerikai filmdráma-sportfilm, melynek forgatókönyvírója, producere és rendezője Walter Hill. A főszerepben Wesley Snipes és Ving Rhames látható. 
Az Amerikai Egyesült Államokban 2002. augusztus 23-án mutatták be.
Bevételi szempontból gyengén teljesített a film és a kritikusoktól is vegyes kritikákat kapott. A filmnek három folytatása készült, Scott Adkins főszereplésével – a Vitathatatlan 2. (2006), a Vitathatatlan 3. (2010) és a Vitathatatlan 4. – Piszkos játszma (2016). Az eredeti színészek közül azonban egy sem szerepel bennük és cselekményük (a 2006-os film főszereplőjét leszámítva, akit új színész alakít) egyáltalán nem kapcsolódik az eredeti filmhez.

## Cselekmény
George „Iceman” Chambers-t (Ving Rhames), a nehézsúlyú ökölvívó világbajnokot nemi erőszak vádjával börtönbüntetésre elítélik. Iceman dühös, hiszen megakadályozták abban, hogy megvédje és kiélvezze az őt illető bajnoki státuszt. Monroe Hutchen (Wesley Snipes), aki már 10 éve veretlen bajnok, ugyanabban a fegyházban tölti életfogytiglani büntetését, amelyikbe Iceman került. Emmanuel Ripstein (Peter Falk) a Sweetwalter-i börtön életfogytiglanos lakója, aki a hűvösről egyszerre ápol jó kapcsolatokat a kormányzattal, a börtönigazgatósággal és a maffiával is. Ripstein felismeri a két bunyós összecsapásában lévő üzleti lehetőségeket, ezért megszervez egy nagy mérkőzést a rivális Monroe és Iceman között.

## Szereplők
| Színész        | Szerep                   | Magyar hang            | Magyar hang         |
| Színész        | Szerep                   | 1. magyar változat     | 2. magyar változat  |
| -------------- | ------------------------ | ---------------------- | ------------------- |
| Wesley Snipes  | Monroe Hutchens          | Csuja Imre             | Galambos Péter      |
| Ving Rhames    | George „Iceman” Chambers | Faragó András          | Gesztesi Károly     |
| Peter Falk     | Mendy Ripstein           | Gruber Hugó            | Szabó Gyula         |
| Michael Rooker | A.J. Mercker             | Balázsi Gyula          | Sörös Sándor        |
| Jon Seda       | Jesus „Chuy” Campos      | Tóth Roland            | Rába Roland         |
| Wes Studi      | Mingo Pace               | Melis Gábor            | Végh Péter          |
| Fisher Stevens | James „Patkány” Kroycek  | Imre István            | Széles László       |
| Ed Lover       | Marvin Bonds             | Csankó Zoltán          | Barabás Kiss Zoltán |
| Denis Arndt    | Lipscom                  | Sinkovits-Vitay András | Varga Tamás         |
| Dayton Callie  | Yank Lewis               | Izsóf Vilmos           | Fodor Tamás         |

## A film készítése
Walter Hill elárulta, hogy mindig is szeretett volna egy bokszról szóló filmet rendezni, mivel fiatalkora óta a sportág rajongója. „Egyesek szerint a bokszról szóló hollywoodi filmekben a boksz csupán metaforaként tűnik fel más dolgokra vonatkozóan, úgy gondolom, én egy olyan filmet rendeztem, amely valóban erről a sportágról szól”. Hill a filmhez fekete színészeket keresett, Wesley Snipes már azelőtt érdeklődött a film iránt, mielőtt a forgatókönyv elkészült volna. A rendező mindkét főszerepet felajánlotta neki, azzal a feltétellel, hogy a filmbeli mérkőzésen és annak végkimenetelén nem fog változtatni. Hill ezután Ving Rhamesnek is elküldte a forgatókönyvet, aki másnap visszajelezte, hogy Iceman szerepét akarja eljátszani. Snipes örömmel vállalta a másik főszerepet.
A film szokatlanul alacsony, 20 millió dolláros költségvetésből készült, a forgatás harminckilenc napot vett igénybe.